# Iussúpovo (Saràtov)
|  | Per a altres significats, vegeu «Iussúpovo». |

Iussúpovo (en rus: Юсупово) és un poble de l'óblast de Saràtov, a Rússia, segons el cens del 2010 tenia 210 habitants. Pertany al districte municipal de Rtísxevo.